# Serge Brignoni
Serge Brignoni (* 12. Oktober 1903 in San Simone di Vacallo oberhalb Chiasso; † 6. Januar 2002 in Zollikofen, heimatberechtigt in Breno) war ein Schweizer Maler, Plastiker und Sammler.

## Leben und Werk
Serge Brignoni war ein Sohn des Romeo Brignoni und der Cesira, geborene Muschetti. 1907 zog die Familie nach Bern. Als Brignoni 15 Jahre alt war, schenkte ihm sein Vater einige deutsche Kunstzeitschriften. Dadurch kam er zum ersten Mal mit zeitgenössischer und klassischer Kunst in Kontakt. Zudem versuchte er, die abgebildeten Werke zu kopieren. 1919 schrieb er sich an der Kunstgewerbeschule Bern ein und besuchte hauptsächlich den Aktzeichnenkurs von Victor Surbek.
Als sein Vater zum Vizedirektor der Post in Bellinzona ernannt wurde, zog die Familie in das Tessin. In der Folge hielt sich Brignoni oft in Mailand auf, um die Baudenkmäler zu studieren und die zahlreichen Museen zu besuchte. Da die Mailänder Kunstakademie für ihn zu konservativ war, entschied er sich, an der Akademie der bildenden Künste in Berlin-Charlottenburg zu studieren. Neben dem Studium besuchte er die Galerien und Museen in Berlin. So lernte er die Werke der französischen Impressionisten und der russischen Konstruktivisten kennen. Insbesondere die Werke von Wassily Kandinsky beeinflussten sein Schaffen nachhaltig. Brignoni war u. a. mit dem Künstler und Bühnenbildner Anton Flüeler und dem Maler Eduard Gunzinger befreundet. Durch diese fand er Zugang zur Berliner Theater- und Filmwelt. In der Folge erhielt er ein Engagement in Fritz Langs Nibelungenfilm und damit einen willkommenen Nebenverdienst.
Auf Anraten von Gunzinger ging Brignoni 1923 nach Paris und studierte an der Akademie von André Lhote. Zum Mittagessen traf er sich regelmässig im «Ruggero» im Quartier du Montparnasse mit anderen Schweizer Künstlern wie Otto Charles Bänninger, Louis Conne, Karl Geiser, Alberto Giacometti, Varlin, Leonhard Meisser, Oswald Petersen und Massimo Campigli. Mit seinem Malerfreund Max von Mühlenen unternahm er zudem Reisen nach Sanary-sur-Mer und Arles.
Nachdem Brignoni den Winter 1925/1926 in Mailand verbracht hatte, liess er sich in Paris nieder. Er mietete ein Atelier in Meudon-Bellevue und beteiligte sich mit Erfolg regelmässig an Pariser Ausstellungen. 
Brignoni begeisterte sich schon 1926 für die Kunst Neuguineas und begann ab den 1930er-Jahren, diese zu sammeln. Zudem war er ein freiwilliger Mitarbeiter bei der Ausstellung der Südsee-Abteilung im Musée de l’Homme. 1929 lernte er in Paris durch Uli Schoop Walter Kurt Wiemken kennen. Dieser machte ihn auch mit Otto Abt und Walter Bodmer bekannt. In der Folge hielten sie sich zusammen in Collioure auf. Die dort entstandenen Werke verkaufte Brignoni später in der Galerie von Jeanne Bucher.
1932 stellte Brignoni zusammen mit Hans Arp, Sophie Taeuber, Kurt Seligmann und Hans Rudolf Schiess in der Kunsthalle Bern und in der Kunsthalle Basel aus. 1933 war er ein Gründungsmitglied der Gruppe 33. 1935 heiratete er die Malerin Graciela Aranis. Zusammen lebten sie in Meudon-Bellevue. Ihre Nachbarn waren Hans Arp und Sophie Taeuber. 1937 konnte Brignoni seine Werke in einer Einzelausstellung in der Galerie von Pierre Loeb zeigen. Durch diesen lernte er u. a. Pablo Picasso und Joan Miró kennen.
Der Zweite Weltkrieg erzwang einen Einbruch in seinem Schaffen. 1940 war Brignoni gezwungen, Paris zu verlassen und nach Bern zurückzukehren; ein grosser Teil seiner in Paris zurückgelassenen Bilder wurde während des Krieges zerstört oder ist seither verschollen. In Bern, das der Gegenwartskunst ablehnend gegenüberstand, kämpfte Brignoni mit grossen Problemen, die er mit einer Neuorientierung zu surreal-metaphysischen Kompositionen, die zum Teil auch Landschaftselemente erkennen lassen, überwand. In der Folge erhielt er Aufträge für Wandbilder und grosse Plastiken. Zudem unterrichtete er von 1954 bis 1956 angewandte Malerei an der Kunstgewerbeschule Zürich. 
Für die Expo 64 schuf er die Eisenplastik «Die vier Landessprachen» und 1982 ein grossformatiges Mosaik für das Parking der PTT in Lugano. 1985 schenkte Brignoni den Grossteil seiner Sammlung der Stadt Lugano, wodurch das Museo delle Culture entstand. 
Brignoni gilt heute als wichtiger Schweizer Vertreter der Avantgarde des 20. Jahrhunderts. Er starb 2002 in Zollikofen bei Bern.